# Artur Gavazzi
Artur (Franović) Gavazzi, hrvaški geograf italijanskega porekla, * 14. oktober 1861, Split, † 12. marec 1944, Zagreb.
Gavazzi je bil dolga leta gimnazijski profesor, leta 1911 pa je postal profesor na Univerzi v Zagrebu. Leta 1920 je na Univerzi v Ljubljani postal prvi profesor geografije. Tu je ustanovil Inštitut za geografijo in Inštitut za meteorologijo in geodinamiko s seizmološko postajo. Leta 1927 se je vrnil v Zagreb, kjer je na Filozofski fakulteti ustanovil Inštitut za fizično geografijo, kjer je bil do leta 1944 predstojnik. Na Oddelku za geografijo Univerze v Ljubljani ga je leta 1928 kot profesor geografije nasledil Anton Melik. Leta 1929 je Gavazzi izdal prvo hrvaško geografsko revijo Hrvatski geografski glasnik in med letoma 1929 in 1939 uredil prvih 7 številk.
Ukvarjal se je s fizično geografijo, predvsem s hidro(geo)grafijo, limnologijo in oceanografijo, meteorologijo in klimatologijo, ter geomorfologijo in morfometrijo. Na Hrvaškem je prvi začel s sistematičnim raziskovanjem sile teže. Bil je eden od začetnikov Oceanografskega inštituta v Splitu.
Za zgodovino kartografskih projekcij je pomembna njegova knjižica na 66-ih straneh z naslovom Kartografske projekcije, ki jo je poleg drugih rokopisov svojih predavanj na zagrebški univerzi razmnožil in izdal v 1930-ih Akademski geografski klub v Zagrebu.
1. 1 2  Hrvatski biografski leksikon — 1983.
2. 1 2  Proleksis enciklopedija, Opća i nacionalna enciklopedija — 2009.
3. 1 2  Brozović D., Ladan T. Hrvatska enciklopedija — LZMK, 1999. — 9272 p.